# Beate Blättner
Beate Blättner (* 15. Mai 1959; † 11. September 2021) war eine deutsche Gesundheitswissenschaftlerin. Sie lehrte an der Hochschule Fulda als Professorin für Gesundheitsförderung und engagierte sich, auch über die Hochschule hinaus, für dieses Themenfeld.

## Werdegang
Beate Blättner wuchs mit sieben Geschwistern in Bayern auf. Ihre Eltern waren Lehrerin und Lehrer von Beruf, drei ihrer Geschwister gingen später ebenfalls einer Lehrtätigkeit nach. Über ihre eigene Schulzeit schrieb sie, dass Schule etwas gewesen sei, dass ihrer Gesundheit mehr geschadet als genützt hätte, und dass sie als Kind der Meinung gewesen sei, dass alles, was man in der Schule lerne, für das spätere Leben nicht von Bedeutung sei. In ihrem späteren Berufsleben legte sie Wert auf eine Art der Bildungsvermittlung, „[…] die nah am Leben und dem Alltag der Menschen ist und dazu auch Spaß macht“.
Blättner schloss 1985 ihr Diplomstudium im Bereich Pädagogik mit den Schwerpunkten Erwachsenenbildung, außerschulische Jugendbildung und Seniorenbildung an der Universität Bamberg ab. In den folgenden Jahren war sie im Bereich der Erwachsenenbildung und Gesundheitsförderung tätig und lehrte an verschiedenen Hochschulen. Unter anderem arbeitete sie ab 1987 für insgesamt 11 Jahre beim Landesverband der Volkshochschulen Niedersachsen e.V. als Landesreferentin für Gesundheitsförderung und leitete dort den Programmbereich für Gesundheitsbildung und Gesundheitsförderung. 1997 promovierte sie zum Dr. phil. über das Thema Gesundheitsförderung in der Erwachsenenbildung an der Universität Hannover. Parallel dazu wurde sie 1993 zur Vorsitzenden der Landesvereinigung für Gesundheit Niedersachsen e.V. gewählt und übte dieses Amt bis zum Jahre 2000 aus, in welchem sie für eine Zeitprofessur für Gesundheitspädagogik und Erwachsenenbildung an die Hochschule Neubrandenburg berufen wurde. Seit 2003 lehrte sie als Professorin für Gesundheitsförderung an der Hochschule Fulda im Fachbereich Pflege und Gesundheit. Dort leitete sie von 2008 bis 2019 den Studiengang Gesundheitsförderung und von 2017 bis 2020 den Studiengang Hebammenkunde. Ebenfalls war sie Studiengangsleitung für die Studiengänge Gesundheitsmanagement/Pflegemanagement und Public Health.
Am 11. September 2021 verstarb Beate Blättner nach zehnjähriger, schwerer Krankheit. Ihre in Potsdam stattgefundene Trauerfeier organisierte sie zuletzt selbst, zusammen mit ihrer Partnerin und ihren Töchtern.

## Forschung und Positionen
Beate Blättner legte Wert auf eine theoretische Fundierung präventiven Handelns. Sie widmete ihre Forschung insbesondere vier Themenfeldern:
An der Hochschule Fulda war sie Teil der Forschungsgruppe Gesundheitsschutz bei interpersoneller Gewalt, welche sie 2007 gründete. Sie forschte verstärkt zur Gewalt im Kontext der Pflege alter Menschen sowie der Gesundheitsversorgung von Gewalt betroffener Frauen und Kinder. Die in Rahmen ihrer Forschung deutschlandweit erstmals durchgeführte Studie zu „Teen Dating Violence“ (grenzüberschreitendes und gewalttätiges Verhalten in Intimbeziehungen und Verabredungen von Jugendlichen) wurde 2014 mit dem Forschungspreis der Hessischen Hochschulen für Angewandte Wissenschaften ausgezeichnet. Beate Blättners Arbeit trug zu einer Etablierung des Themas interpersonelle Gewalt im Gesundheitssektor Deutschlands und einer verstärkten Wahrnehmung in der Fachöffentlichkeit bei. Des Weiteren forschte Blättner zur Gesundheitsförderung und Prävention in unterschiedlichen Settings, zuletzt schwerpunktmäßig zur Prävention in der stationären Pflege. Blättner forschte zudem zum Thema Klimawandel und Gesundheit, insbesondere zum Gesundheitsschutz bei Hitzeextremen. Der Zusammenhang zwischen sozialer Benachteiligung und hitzebedingten gesundheitlichen Risiken sowie die Gestaltung von Rahmenbedingungen für einen wirksamen Hitzeschutz standen dabei im Fokus ihrer Arbeiten. Ebenfalls war Blättner in der Forschung zur Professionsentwicklung und Qualifikation im Gesundheitswesen tätig und forschte in diesem Rahmen u. a. zur Integration von internationalem Pflegepersonal in die stationäre Pflege. Weitere Teile ihrer Forschung befassten sich mit der von ihr mitgeprägten Gestaltung und Qualitätssicherung der Public Health-Ausbildung in Deutschland.

## Engagement
Beate Blättner war an der Hochschule Fulda, neben ihrer Tätigkeit als Professorin, von 2007 bis 2019 als Studiendekanin des Fachbereichs Pflege und Gesundheit an der Einführung zahlreicher gesundheitswissenschaftlicher Studiengänge an der Hochschule Fulda beteiligt, u. a. des Masterstudiengangs Public Health, welcher als erster Fachhochschulstudiengang in die Deutsche Gesellschaft für Public Health (DGPH) aufgenommen wurde und für den die Hochschule im Jahr 2016 das eigenständige Promotionsrecht erhielt.
Blättner engagierte sich seit 1981 verstärkt in der Gesundheitsbewegung, dabei insbesondere in der Frauengesundheitsbewegung. Auch während ihrer Lehrtätigkeit an der Hochschule Fulda führte sie ihr Engagement fort und bekleidete in den Jahren 2003 bis 2008 dort das Amt der Frauenbeauftragten für die Lehre. Im Rahmen dieser Tätigkeit zeigte sie sich mitverantwortlich für eine erhebliche Zunahme des Professorinnenanteils an der Hochschule. Von 2007 bis 2008 übernahm sie außerdem das Amt der Sprecherin der Landeskonferenz der hessischen Hochschulfrauen- und Gleichstellungsbeauftragten (LaKoF Hessen). Auch vertrat Blättner in der Zeit von 2004 bis 2009 die Hochschule Fulda in der fachlichen Leitung des Gender- und Frauenforschungszentrum der hessischen Hochschulen (gFFZ).
Von 2008 bis 2016 war Beate Blättner stellvertretende Vorsitzende der Deutschen Gesellschaft für Public Health (DGPH) und in den Jahren von 2014 bis 2017 als Beisitzerin im Vorstand der Bundesvereinigung für Prävention und Gesundheitsförderung e.V. (BVPG) tätig. Zuvor ist sie von 2008 bis 2012 Vorstandsmitglied der Hessischen Arbeitsgemeinschaft für Gesundheitserziehung e.V. (HAGE) gewesen, welche als Netzwerk für Gesundheitsförderung und Prävention im Bundesland Hessen wirkt.
Seit 2013 war Blättner Mitglied des Editorial Boards der Zeitschrift Pflegewissenschaft sowie seit 2014 der Redaktion der Zeitschrift Public Health Forum, die über aktuelle Entwicklungen im Bereich Public Health in Deutschland berichtet.

## Publikationen (Auswahl)
Im Rahmen ihres wissenschaftlichen Wirkens veröffentlichte Beate Blättner etwa 200 wissenschaftliche Publikationen. Diese umfassen Artikel in Fachzeitschriften, Fachbücher und weitere Arbeiten, wie den Leitbegriff zur Aus- und Weiterbildung in Gesundheitsförderung und Prävention der Bundeszentrale für gesundheitliche Aufklärung (BZgA).

### Bücher als (Ko-)Autorin
- mit Heiko Waller: Gesundheitswissenschaft. Eine Einführung in Grundlagen, Theorie und Anwendung. 6., überarbeitete Auflage. W. Kohlhammer GmbH, Stuttgart 2018, ISBN 978-3-17-035013-7
- Gesundheit läßt sich nicht lehren: professionelles Handeln von KursleiterInnen in der Gesundheitsbildung aus systemisch-konstruktivistischer Sicht (= Theorie und Praxis der Erwachsenenbildung). Klinkhardt, Bad Heilbrunn 1998, ISBN 978-3-7815-0930-6

### Bücher als (Mit-)Herausgeberin
- mit Daphne Hahn und Petra Brzank (Hrsg.): Praxishandbuch Interpersonelle Gewalt und Public Health. 1. Auflage. Beltz Juventa, Weinheim Basel 2024, ISBN 978-3-7799-4991-6
- mit Henny Annette Grewe (Hrsg.): Vor Hitze schützen: Ein Handbuch für Pflege- und Gesundheitseinrichtungen. 1. Auflage. W. Kohlhammer GmbH, Stuttgart 2024, ISBN 978-3-17-040845-6
- mit Michael Essers (Hrsg.): Disease-Management-Programme: Behandlung nach Maß? (= Jahrbuch für kritische Medizin. Nr. 41). 1. Auflage. Argument-Verl, Hamburg 2005, ISBN 3-88619-820-0

## Auszeichnungen
- 2014: Forschungspreis der Hessischen Hochschulen für Angewandte Wissenschaften für die bundesweit erste Studie zur Prävalenz von Gewalterfahrungen in ersten Liebesbeziehungen (Teen Dating Violence)[5][11]